# Epicoma contristis
Epicoma contristis är en fjärilsart som beskrevs av Jacob Hübner. Epicoma contristis ingår i släktet Epicoma och familjen tandspinnare. Inga underarter finns listade i Catalogue of Life.

## Bildgalleri

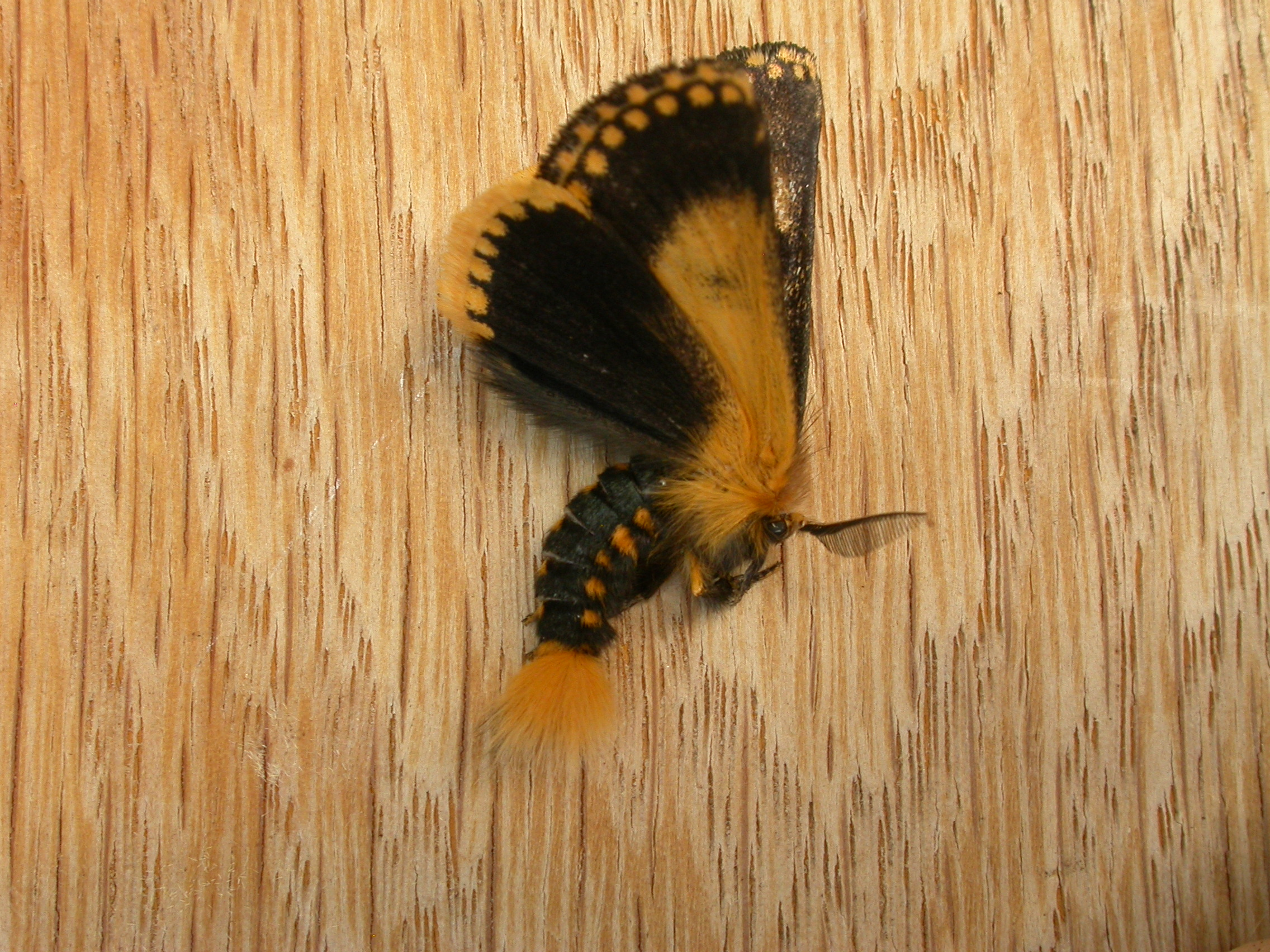